# Pasadena Star-News
The Pasadena Star-News es el periódico local de Pasadena, California. El Star-News, fundado en 1884, es un miembro del Southern California News Group, subsidiaria de Digital First Media desde 1996. También es parte del San Gabriel Valley Newspaper Group, junto con el San Gabriel Valley Tribune y el Whittier Daily News.
Ridder Newspapers compró el Star-News en 1956 y Bernard J. Ridder asumió el cargo de editor. Ridder se fusionó con Knight para formar Knight Ridder en 1974. El periódico fue vendido en 1989 a una empresa gestionado por William Dean Singleton; la Thomson Corporation adquirió control mayoritario del periódico un año después. Thomson vendió el Star-News al Digital First Media en 1996.
The Pasadena Star-News se publicó por primera vez en 1884. El periódico ocupó el edificio en la esquina de Colorado Blvd. y Oakland Avenue desde hace años, ahora siendo utilizado por Le Cordon Bleu, un colegio de artes culinares, con 24 Hour Fitness.
El área de cobertura incluye las ciudades de Pasadena, Arcadia, San Marino, South Pasadena, Alhambra, San Gabriel, Temple City y Sierra Madre junto con la comunidad de Altadena.
El periódico también publicó la Rose Magazine que ofrece cobertura del Desfile de las Rosas y el juego del Rose Bowl (fútbol americano universitario) durante el Año Nuevo.